# Triângulo de Ward
Área de Ward, originalmente chamado de triângulo de Ward, é uma área quadrada (1,5 x 1,5 cm) que apresenta a menor densidade da região proximal do fêmur, caracterizada por predomínio de osso trabecular.
O nome triângulo de Ward é uma referência a Frederick Oldfield Ward, que descreveu a região no livro Outlines of Human Osteology, de 1838, mas a região só ganhou popularidade a partir da introdução do raio-X na medicina.